# Богомолець Вадим Михайлович
Вадим Михайлович Богомолець (22 жовтня 1878, Санкт-Петербург — 19 квітня 1936, Париж) — генерал-хорунжий Української Держави, військово-морський юрист, військовий аташе УНР у Румунії. Автор першого українського закону про флот.
Двоюрідний брат визначного українського академіка Олександра Богомольця. Рідний брат Наталії Богомолець-Лазурської.

## Ранні роки, освіта
Народився 22 жовтня 1878 року в Петербурзі в родині акцизного чиновника, дійсного статського радника Михайла Михайловича Богомольця і його дружини, Юлії Ісаківни Мироненко. Пізніше Михайло Михайлович із сім'єю переїхав до Кишинева.
Після закінчення Кишинівської гімназії Вадим Богомолець вступив на юридичний факультет Харківського університету.

## Кар'єра

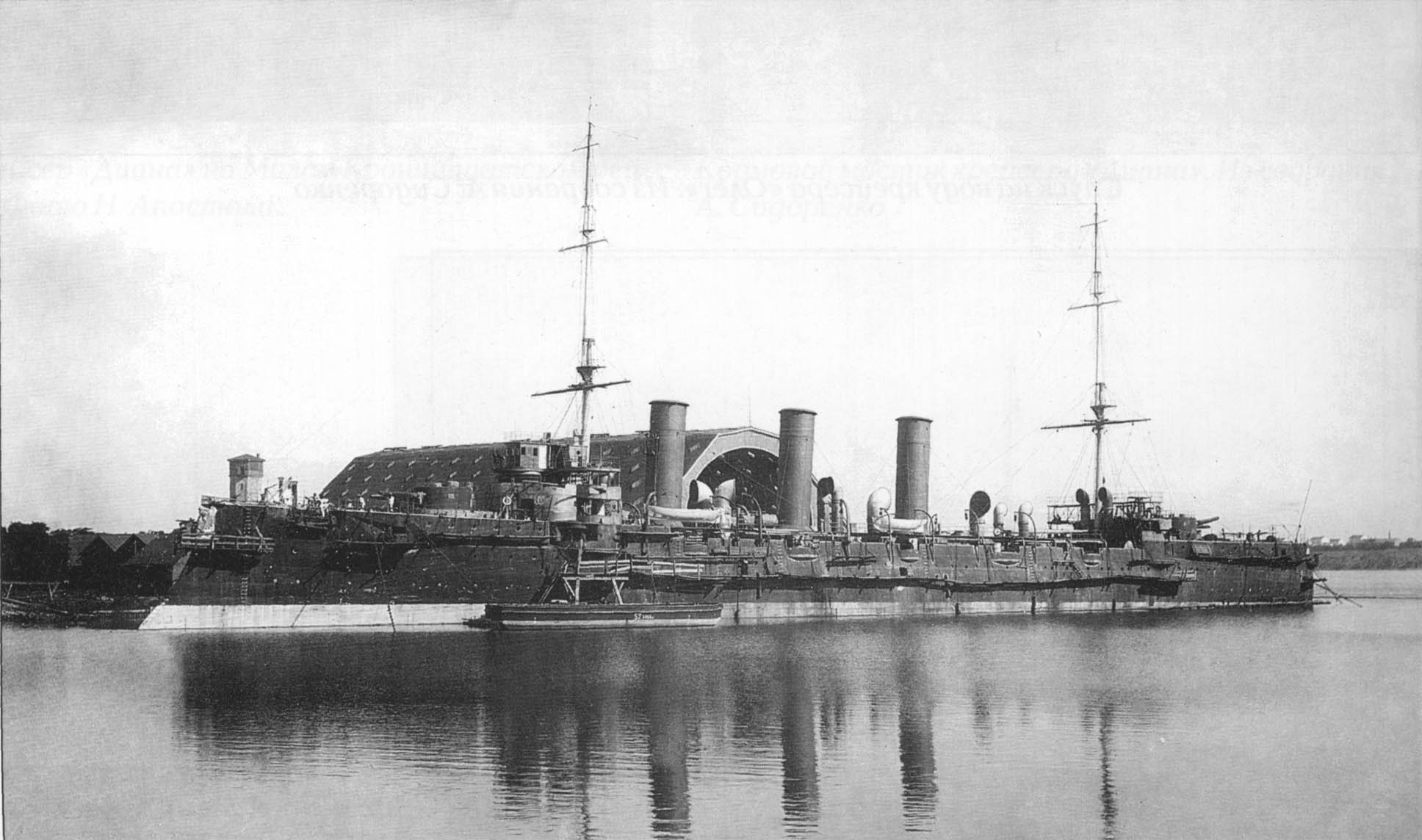
Крейсер «Очаків» («Кагул»), на якому улітку 1912 року служив Богомолець

По закінченні курсу навчання Богомольця було залишено на викладацьку роботу — читати студентам римське право. Однак через деякий час він вирішив зайнятися юридичною практикою.
Його першим місцем роботи став Полтавський окружний суд. У 1904 році, не бачачи, очевидно, перспектив для службового зростання в Полтаві (станом на цей рік він залишався «молодшим кандидатом на судові посади»), Вадим Богомолець переїжджає до Севастополя. Там він робить кар'єру в судових органах Чорноморського флоту: від слідчого — до помічника прокурора Севастопольського військово-морського суду, яким він залишався до 1917 року.
Дослужився до штатського рангу надвірного радника, начальника Головної військово-морської судової управи Чорноморського флоту. Був нагороджений орденами св. Станіслава II ст. та св. Анни II ст.
Влітку 1912 року Богомолець перебував у плаванні на крейсері «Кагул» (раніше називався «Очаків» — той самий, на якому підняв повстання лейтенант Шмідт).
У червні 1914 року отримав звання підполковника.

## Часи УНР, Гетьманату і Директорії

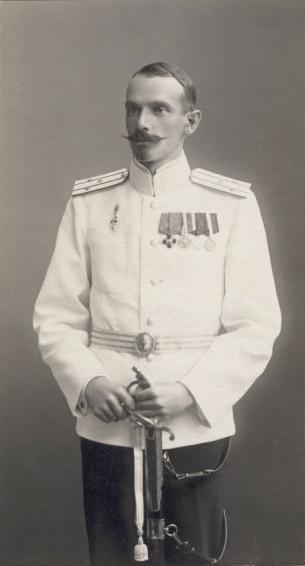
Вадим Богомолець. Серпень 1914 р., Севастополь

З утворенням Української Народної Республіки підполковник Вадим Богомолець присвятив себе створенню українського бойового флоту. Його вибір був не дивним. Ще до революційних подій 1917 року Вадим Богомолець, людина в побуті російськомовна, був одним з членів українського конспіративного гуртка «Кобзар» у Севастополі.
За Центральної Ради Вадим Богомолець увійшов в Українську чорноморську громаду Севастополя, створену навесні 1917 року. Там він відповідав за агітаційно-пропагандистську роботу. Оскільки Вадим Богомолець мав певний викладацький досвід, то взявся читати солдатам і матросам українізовуваних частин історію України.
Вадим Богомолець увійшов також до Українського генерального військового комітету, на базі якого потім формуватиметься українське оборонне відомство. Як юрисконсульт, брав участь у створенні Українського військово-морського міністерства — Генерального секретарства морських справ.
Разом з ним у Секретарстві працювали директор канцелярії підполковник Володимир Савченко-Більський і завідувач відділом контролю лейтенант Михайло Білинський. У такому складі Генеральне секретарство розробило «Тимчасовий закон про флот Української Народної Республіки», а також прапор військового флоту УНР.
Оскільки Вадим Богомолець єдиний з трьох мав юридичну освіту, фактично він був його основним розробником цього закону.
«Тимчасовий закон про флот Української Народної Республіки», затверджений Центральною Радою, оголошував весь військовий і торговий флот на Чорному морі «флотом УНР». І хоча, подібно до знаменитого «акту злуки» УНР і ЗУНР, він мав здебільшого декларативний характер, проте його значення полягає в легітимізації самого факту появи українського флоту.
Даний закон потім визначав основи військово-морської політики Української Держави гетьмана Павла Скоропадського.
На початку 1990-х років, коли Україна і Росія ділили Чорноморський флот СРСР, Київ спирався на «Тимчасовий закон про флот Української Народної Республіки» як на історичний і юридичний прецедент.
За Гетьманату — Головний військово-морський прокурор, очолював Головне військово-морське управління при морському міністерстві у Києві. Отримав з рук гетьмана звання генерал-хорунжого. Очолював військово-морський суд Української Держави. Після повалення гетьмана Павла Скоропадського — військово-морський аташе УНР в Румунії в 1919 році.

## На еміграції

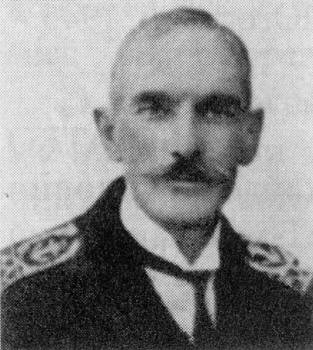
Вадим Богомолець. Один з останніх знімків

У 1922 році після поразки УНР Вадим Богомолець емігрував до Туреччини, де приєднався до організації «Комітет спасіння України».
Організація займалася розповсюдженням у Туреччині інформації про Україну і видавничою діяльністю. До лютого 1922 року Комітет очолював інженер-полковник Олександр Авдіясевич, а після його смерті цю посаду посів генерал-хорунжий Вадим Богомолець. З квітня 1922 року Комітет встиг випустити шість номерів журналу «Вільна Україна» французькою мовою.
Помер Вадим Михайлович Богомолець 19 квітня 1936 року. Похований на кладовищі в містечку Візен-Шалетт-сюр-Луан під Парижем.

## Родина

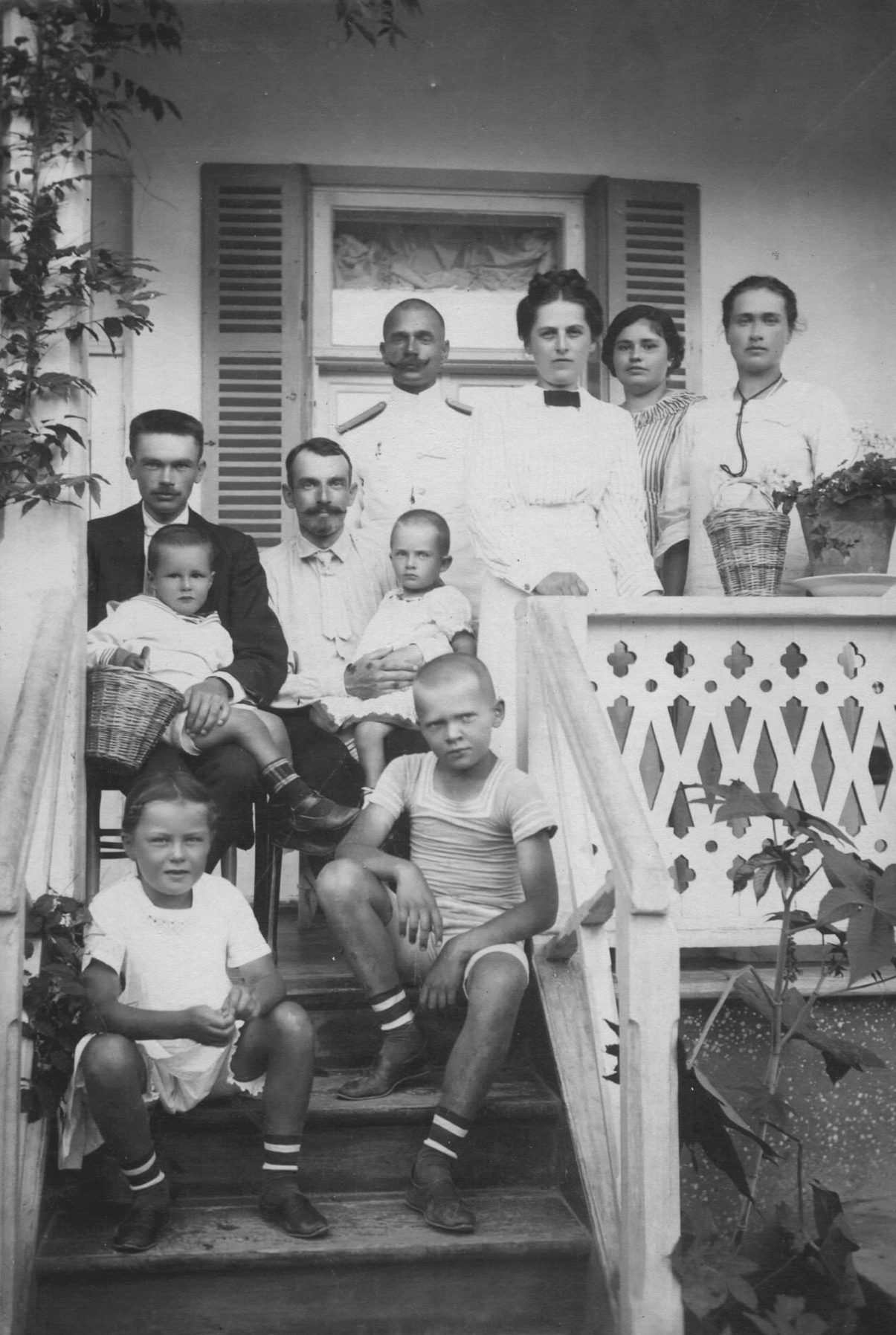
На стільцях: О. Богомолець (зліва) з сином Олегом, В. Богомолець з донькою Ніною. Верхній ряд: перша праворуч — С. Богомолець, поруч з нею її сестра Ольга. Бл. 1913 р.

Вадим Михайлович Богомолець був двоюрідним братом академіка Олександра Олександровича Богомольця.
Кузени Богомольці були одружені з рідними сестрами: Вадим — із Софією Георгіївною Тихоцькою (1878–1947), Олександр — з її молодшою сестрою Ольгою (1891–1956).
Між сім'ями Вадима і Олександра Богомольців існувала міцна і щира дружба.
Чи підтримували обидві сім'ї спілкування між собою після 1917 року, невідомо. На той момент Вадим Богомолець служив у Севастополі, а Олександр Богомолець завідував кафедрою загальної патології медичного факультету Саратовського університету.
Молодша сестра Вадима Богомольця — Наталя Михайлівна Богомолець-Лазурська (1880–1958) грала в театрі Садовського на одній сцені з Марією Заньковецькою, була її найкращою подругою. Заміж вийшла за філолога і літературознавця Володимира Лазурського, члена одеської «Просвіти».
Після смерті Марії Заньковецької Наталя Михайлівна написала книгу спогадів про неї.
У подружжя Вадима і Софії Богомольців була єдина донька Ніна (1911 — ?). Її подальша доля невідома.

## Читайте також
- Богомольці
- Богомолець Олег Олександрович
- Богомолець Софія Миколаївна
- Микола Федорович Богомолець
- Пйотр-Тадеуш Богомолець
- Володимир Беклемішев
- Тихоцькі
- Сергій Георгійович Тихоцький
- Ольга Георгіївна Тихоцька